# Список умерших в 853 году

## Январь
- 30 января — Исхак ибн Рахавейх, мусульманский учёный, хадисовед, хафиз[1].

## Июнь
- 13 июня — Фандил Кордовский, католический святой.

## Дата смерти неизвестна или требует уточнения
- Анастасий, Феликс и Дигна, святые кордовские мученики.
- Вирасена, монах-дигамбара, индийский математик, джайнский философ и учёный.
- Гверин II, граф Шалона (819/835—853/856), граф Макона (825—853/856), граф Мемонтуа и Шануа (831—853/856), граф Отёна, Оксуа и Десмуа (844—853/856) и маркиз Бургундии (844—853/856).
- Гозберт, граф Мэна (839/840—853).
- Пётр, князь Салерно (853).